# Katarzyna Lubnauer
Katarzyna Anna Lubnauer nata Libudzisz (Łódź, 24 luglio 1969) è una politica e matematica polacca.
È membro del parlamento polacco ed ex leader del partito politico liberale Nowoczesna.

## Biografia

### Nascita e formazione
Katarzyna Libudzisz è nata il 24 luglio 1969 a Łódź da madre Zdzisława, professoressa di microbiologia, e padre Jerzy, chimico. La sua famiglia viveva a Łódź dalla seconda metà del XIX secolo. Si è diplomata al liceo Tadeusz Kościuszko n. 3 di Łódź (polacco: III Liceum Ogólnokształcące im. Tadeusza Kościuszki w Łodzi) e laureata presso l'Università di Łódź . Ha lavorato per un breve periodo come insegnante prima di decidere di continuare i suoi studi all'Università di Łódź, dove è diventata docente presso la Facoltà di Matematica. Ha conseguito il dottorato di ricerca in matematica nel 2001 con una tesi dal titolo Teoremi del limite nella probabilità quantistica. Successivamente, è stata assunta come assistente universitaria nel Dipartimento di Teoria e Statistica delle Probabilità.

### Carriera politica
Nel 1993 si avvicina alla carriera politica, lavorando prima per l'Unione Democratica e in seguito, nel 1994, per l'Unione della Libertà, dove è stata una delle leader locali del partito. Tra il 1998 e il 2002 è stata membro del consiglio comunale di Łódź. Nel 2001 è stata una delle candidate a capo dell'Unione per la Libertà nella sua città natale. Ha partecipato come membro effettivo all'ultimo Consiglio Generale dell'Unione per la Libertà e nel 2005 è stata una delle leader del Partito Democratico (demokraci.pl) appena riformato. Si è candidata alle elezioni al Sejm, la camera bassa del parlamento polacco, nel 2001 e nel 2005, senza ottenere la vittoria in nessuna delle due tornate elettorali.
Ha pubblicato diversi articoli sulla rivista Liberté! ed è stata una delle organizzatrici e degli organizzatori del Festival della Scienza, della Tecnologia e delle Arti di Łódź. Nel 2015, insieme a Leszek Jażdżewski, è stata una delle promotrici della campagna Secular School, che aveva come obiettivo il taglio dei fondi statali agli insegnamenti di religione nelle scuole pubbliche di tutta la Polonia.
Alle elezioni parlamentari polacche del 2015 è stata candidata nella prima posizione della lista presentata dal Partito politico Nowoczesna nel collegio elettorale di Łódź, riuscendo in questo modo ad ottenere un seggio al Sejm. In questa tornata elettorale ha ricevuto 18.549 voti. Nel 2016 è stata nominata vicepresidente del partito e da gennaio a maggio 2017 ha ricoperto il ruolo di portavoce dello stesso. Ad aprile 2017 ha assunto la carica di presidente del gruppo parlamentare del Partito Modern. Il 25 novembre 2017, durante il congresso del partito che si è svolto a Varsavia, è stata eletta presidente, sconfiggendo per pochi voti il fondatore originario Ryszard Petru. Il 9 gennaio 2018 è stata sostituita da Kamila Gasiuk-Pihowicz come presidente del gruppo parlamentare del partito Modern. Nel novembre 2019 si è dimessa da presidente del partito ed è stata sostituita da Adam Szłapka.

### Vita privata
Nel 1991 si è sposata con Maciej Lubnauer, un finanziere dal quale ha avuto una figlia. 
Si è dichiarata pubblicamente atea.